# George Fred Keck
George Fred Keck ( * 1895 - 1980) fue un arquitecto estadounidense enrolado en el movimiento modernista con base en Chicago, Illinois. Posteriormente contó con la colaboración de su hermano William Keck. 
Keck nació en Watertown, Wisconsin y estudió en la Universidad de Illinois. Posteriormente trabajó para la empresa "D. H. Burnham & Company", y también para la firma "Schmidt, Garden and Martin". Comenzó su práctica profesional en 1926.
Keck diseñó dos modelos estructurales para la Exposición Universal de Chicago (Century of Progress) en 1933; apodada la Casa del Mañana (House of Tomorrow). Estas dos estructuras jugaron un rol protagónico en el desarrollo formal arquitectónico de Keck y terminó impactando en el naciente modernismo. En 1934 diseñó otro modelo de casa llamada la Casa de Cristal, la cual es una reminiscencia directa de los trabajos de Ludwig Mies van der Rohe y Marcel Breuer.
Keck además fue un pionero del diseño de casas pasivas en los 1930s y 40s después de realizar la casa del mañana completamente concebida en vidrio la cual se mantenía tibia en los días soleados de invierno minimizando el uso de la calefacción. Posteriormente a las casas de sus clientes les fue agregando progresivamente más superficie de ventanas al mediodía solar y para 1940 diseñó un modelo de casa solar pasiva para el desarrollador inmobiliario Howard Sloan en Glenview, Illinois. La Casa Sloan fue llamada "casa solar" por el Chicago Tribune, y se considera el primer uso del término. Sloan construyó luego numerosas casas solares, y sus esfuerzos publicitarios contribuyeron de forma significativa al movimiento de casas solares de los 1940s. 